# TransAfricaine Classic
La TransAfricaine Classic est un rallye-raid motorisé, reliant Paris à Dakar, imaginé en 2005 par Patrick Zaniroli. Cette épreuve est une copie des premières éditions du rallye Paris-Dakar, et met l'accent sur la navigation et la régularité plutôt que sur la vitesse, pour être plus accessible aux amateurs,.

## Historique
La présentation de cette épreuve a été faite en août 2005 lors du salon 4x4 de Val-d'Isère. Deux catégories sont définies, la première pour les véhicules « historiques » antérieurs à 1986 (régularité historique), la seconde pour les véhicules plus récents, antérieurs à 1996 (régularité classic). Les véhicules doivent être équipés d'un système E-Track, permettant à la direction de course de connaitre par satellite les emplacements des concurrents. Hors GPS et chronomètres, les appareils digitaux sont interdits. En 2007, la vitesse des concurrents n'est plus fonction de l'ancienneté des véhicules; chaque équipage peut prendre un rythme adapté à ses compétences et son véhicule. Cette vitesse moyenne déclarée au début de l'épreuve, devra être suivie pendant tous les « secteurs de régularité » (hors étapes de liaison).
La première TransAfricaine Classic a eu lieu en novembre 2006, la deuxième se déroule du 1er au 18 novembre 2007.

## Édition de 2006
Sur 74 équipages au départ en novembre 2006, 71 ont rallié la plage de Dakar dans les délais.
| Étape            | Date              | Lieu                          |
| ---------------- | ----------------- | ----------------------------- |
| Vérifications    | 1er novembre 2006 | Courbevoie                    |
| Étape 1          | 2 novembre 2006   | Courbevoie - Olivet           |
| Étape 2          | 3 novembre 2006   | Olivet - Narbonne             |
| Étape 3          | 4 novembre 2006   | Narbonne - Alicante           |
| Étape 4          | 5 novembre 2006   | Alicante - Algésiras - Tanger |
| Étape 5          | 6 novembre 2006   | Tanger - Er Rachidia          |
| Étape 6          | 7 novembre 2006   | Er Rachidia - Zagora          |
| Étape 7          | 8 novembre 2006   | Zagora - Goulimine            |
| Étape 8          | 9 novembre 2006   | Goulimine - Smara             |
| Étape 9          | 10 novembre 2006  | Smara - Zouerat               |
| Étape 10         | 11 novembre 2006  | Zouerat - Chinguetti          |
| Journée de repos | 12 novembre 2006  |                               |
| Étape 11         | 13 novembre 2006  | Chinguetti - Tidjikja         |
| Étape 12         | 14 novembre 2006  | Tidjikja - Kiffa              |
| Étape 13         | 15 novembre 2006  | Kiffa - Nioro du Sahel        |
| Étape 14         | 16 novembre 2006  | Nioro du Sahel - Kayes        |
| Étape 15         | 17 novembre 2006  | Kayes - Tambacounda           |
| Étape 16         | 18 novembre 2006  | Tambacounda - Dakar           |

Classement des 3 categories
"Historic "
4 roues motrices :
- 1er LANCKSWEERT et JANSSENS Land Rover 110 11e au général
- 2e DIERS et GOSSELIN Toyota HJ 61                             13e au général

2 roues motrices :
- 1er SANCHEZ et DUCOS Peugeot 504                             39e au général
- 2e VERDAGUER et LESAGE Volkswagen buggy            41e au général

"Classic"
- 1er BORSI et MANZO Toyota HDJ80 1er au général
- 2e BOLLOY et CHARTREZ Toyota HDJ80                      2e au général

"Recent"     hors classement général
- 1er MONTILLET et SUCHET Nissan Patrol
- 2e RAYMAUD et PONCET Rover Bowler[3]

## Édition de 2007
| Étape                | Date                 | Lieu                           | Distance |
| -------------------- | -------------------- | ------------------------------ | -------- |
| Vérifications Jour 1 | Mardi 30 octobre     | Courbevoie                     |          |
| Vérifications Jour 2 | Mercredi 31 octobre  | Courbevoie                     |          |
| Étape 1              | Jeudi 1er novembre   | Paris (La Défense) - Olivet    | 150 km   |
| Étape 2              | Vendredi 2 novembre  | Olivet - Narbonne              | 717 km   |
| Étape 3              | Samedi 3 novembre    | Narbonne - Barcelone           | 294 km   |
| Étape 4              | Dimanche 4 novembre  | Barcelone - Almeria - Nador    | 815 km   |
| Étape 5              | Lundi 5 novembre     | Nador - Erfoud                 | 630 km   |
| Étape 6              | Mardi 6 novembre     | Erfoud - Tagounite             | 314 km   |
| Étape 7              | Mercredi 7 novembre  | Tagounite - Foum El Hassan     | 487 km   |
| Étape 8              | Jeudi 8 novembre     | Foum El Hassan - Smara         | 538 km   |
| Étape 9              | Vendredi 9 novembre  | Smara - Aousserd               | 580 km   |
| Étape 10             | Dimanche 11 novembre | Tmeimichatt PK319 - Chinguetti | 380 km   |
| Étape 11             | Lundi 12 novembre    | Chinguetti - Tidjikja          | 360 km   |
| Étape 12             | Mardi 13 novembre    | Tidjikja - Kiffa               | 406 km   |